# 陈梦雷
陈梦雷（1650年—1741年），字则震，号省斋，因康熙帝賜聯「松高枝葉茂，鶴老羽毛新。」故晚号松鹤老人。福建侯官县（今屬福州市）人。清朝学者，康熙九年進士，「讀書五十載」、「涉獵萬餘卷」，康熙四十年（1701年）受康熙帝委托，编纂《古今图书集成》，历四年半而成。

## 生平
康熙九年（1670年）考中庚戌科二甲進士，選庶吉士，散館授編修。康熙十二年（1673年）回乡省亲，恰逢三藩之乱爆發，陷于耿精忠叛军之中。陈梦雷原与李光地为同省籍同榜的好友，陈遂与李光地合署一道上疏，透過福建籍的大臣富鴻基，向朝廷说明情况，表示忠心，不料李光地删去陈之名，单独以蜡丸上疏求功。
康熙十五年（1676年）九月，清兵由仙霞關入福建，耿精忠投降。李光地青雲直上，康熙十七年（1678年），陈梦雷受耿黨徐鴻弼的誣告，誤會為「行賊偽命」的陳昉，被控「附逆」罪逮捕入獄論斬。
陳夢雷入獄後，曾一再要求李光地為他作證辨誣，但李光地一直保持沉默；直到康熙十九年（1680年），他才為陳夢雷「代具一疏」，但對陳夢雷在福州密圖內應及同謀請兵之事，一語不及。陳夢雷自是憎恨李光地，七月寫《告都城隍文》，罵他是「欺君負友」之徒，還寫了《與李安溪絕交書》（又稱《與李光地絕交書》）：“夫忘德不酬，视危不救，鄙士类然，无足深责；乃若悔从前之妄，护已往之尤，忌共事之分功，肆下石以灭口，君子可逝不可陷，其谁能堪此也？……向使与年兄非同年、同里、同官，议论不相投，性情不相信，未必决裂至此！回思十载襟期，恍如下梦，人生不幸，宁有是哉？”。後經刑部尚書徐學的援助，改流放奉天府尚陽堡。
康熙三十七年（1698年）康熙皇帝東巡，得以放还，侍奉皇三子誠親王胤祉讀書。陳夢雷把書齋改為「松鶴山房」，自稱「松鶴老人」。後陈虽屡次弹劾李光地，但因李权势显赫，终不了了之。
在這段優遊的歲月裡，康熙四十年十月開始編纂《圖書彙編》一書，陳夢雷根據「協一堂」藏書和自己家藏典籍一萬五千餘卷，進行分類編輯，經過五年（1701年－1705年）「目營手檢，無間晨夕」，到康熙四十四年（1705年）五月，編成《古今圖書集成》。全書一萬卷，目錄四十卷，共一億六千萬字。全書分歷象、方輿、明論、博物、理學、經濟等六編，每編再分若干典，共三十六典，每典又分若干部，總計6109部。內容繁多，分類明晰，康熙四十五年四月完成初稿，康熙御覽後改賜書名《古今圖書集成》。但一直搁置，直到雍正帝即位，命蔣廷錫重修，并刪去陈梦雷的名字。1934年中华书局影印本才将陈梦雷的名字署上。
張廷玉評價說：「自有書契以來，以一書貫串古今，包羅萬有，未有如我朝《古今圖書集成》者。」陳夢雷在《松鶴山房集》卷二「進彙編啟」提到這部大書「凡在六合之內，鉅細畢舉，其在十三經、二十一史者，隻字不遺；其在稗史集者，亦只刪一二」。 
康熙六十一年（1722年），康熙帝逝世，誠親王胤祉失勢，陈因曾侍读胤祉，雍正元年（1723年）一月，陳夢雷和兩個兒子再次被雍正帝發配黑龍江，這時他已是高齡七十四的老人了，又頑強地度過十八年的歲月。乾隆六年（1741年），病逝於戍所，終年九十二歲。